# Аджахур
Аджахур (азерб. Əcəxur, лезг. ЭчӀехуьр) — село в Гусарском районе Азербайджанской Республики.

## География
Село расположено у подножья горы Шахдаг.

## Топонимика
По мнению некоторых исследователей, название села состоит из двух слов: «аджа» (высокая) и хур (деревня) на лезгинском языке, что означает «деревня на большой высоте». По мнению других исследователей, деревня связана с именем человека (хаджихур) — основателя поселения.

## Население
По данным переписи 2009 года, в селе проживает 607 человек.

## История
В 1837—1839 годах на территории Кубинское провинции и на юге Дагестана произошли восстания  под председательством имама Хаджи-Мухаммада Хулугского и абрека Ярали Хильского.

## Сихилы
Муьнкуьтар — потомки Мункута
АмутIар — потомки Амута
Туьвкуьлар — потомки Тувкула
Шуьгънуьяр — потомки Шугана
Хьажияр — потомки Хаджи
Хьалиханар — потомки Алихана,
Фекьияр — распространяющие религию,
Муьхкуьт-куьсар — потомки Мухкат-куса,
Бавтманар — потомки Бавтмана,
ДатIуяр — имеющие родственные связи с татами
Имамар — потомки Имама,
Агьмадар — потомки Ахмада.

## Известные уроженцы
- Лезги Намет (1932—1988)[6] — лезгинский советский писатель.
- Абдуллаев, Камал Михман оглы (род. в 1936)[7] — профессор Азербайджанского государственного университета нефти и промышленности, доктор технических наук.
- Абдуллаев, Асеф Мехманович (1930—2015)[8] — лезгинский поэт, композитор, прозаик и драматург. Заслуженный деятель искусств ДАССР, Народный артист Республики Дагестан.
- Раджабли, Ахмеддин Иззет оглы (род. 1945) — азербайджанский и советский самбист и дзюдоист, тренер по дзюдо и самбо, Заслуженный тренер Азербайджана.
- Раджабли, Фархад Иззет оглы (род. 1959) — азербайджанский дзюдоист.